# (2994) Flynn
(2994) Flynn (1970 PA; 1979 YJ2; 1981 DG1; A916 QA) ist ein Asteroid des inneren Hauptgürtels, der am 14. August 1975 am Perth-Observatorium in Bickley, Western Australia in Australien (IAU-Code 319) entdeckt wurde.

## Benennung
(2994) Flynn wurde vom Astronomen Michael Philip Candy aus dem Vereinigten Königreich, nach dem der Asteroid (3015) Candy benannt wurde, nach seiner Frau Vicki Marie Flynn benannt, die am Perth-Observatorium arbeitete.